# Anthony Blunt
Anthony Frederick Blunt (* 26. September 1907 in Bournemouth, Hampshire; † 26. März 1983 in London) war ein britischer Kunsthistoriker und Doppelagent in Diensten des britischen Geheimdienstes MI5 und des sowjetischen NKWD.

## Biographie
Anthony Blunt wurde 1907 als Sohn eines zeitweise im diplomatischen Dienst tätigen anglikanischen Pfarrers in Bournemouth, Hampshire, geboren. Er war ein entfernter Verwandter von Elisabeth II. Einen großen Teil seiner Jugend verbrachte er in Paris. Er erhielt seine Ausbildung an der Marlborough School und studierte bis 1930 Mathematik am Trinity College in Cambridge. Dort wurde er unter dem Einfluss seines Freundes Guy Burgess zum Kommunisten; beide waren homosexuell und Mitglied der zu dieser Zeit stark unter marxistischem Einfluss stehenden Geheimgesellschaft der „Cambridge Apostles“. Nach seinem Studium wurde er Französischlehrer und 1932 Fellow am Trinity College in Cambridge. Ostern 1936 reiste er nach Spanien, wo er wie viele andere britische und amerikanische Intellektuelle die passive Haltung seines Landes angesichts der Gefahr des Faschismus in Europa und Asien kritisierte.

## Kunsthistoriker
Zwischen 1935 und 1940 veröffentlichte er zahlreiche kunstwissenschaftliche Artikel, in denen er sich zum Verhältnis von Kapitalismus, Kommunismus und Kunst äußerte. Er schrieb Bücher über Nicolas Poussin, über französische und italienische Kunst und über die Zeichnungen alter Meister. Blunt war Mitglied der Britischen Akademie der Künste, Professor für Kunstgeschichte an den Universitäten London und Oxford und gehörte in seiner Eigenschaft als Direktor der Queen’s Gallery, der königlichen Gemäldesammlung, seit 1945 formal zum königlichen Haushalt. Von 1947 bis 1974 war er Direktor des renommierten Londoner Courtauld Institutes. Für seine Verdienste wurde er 1956 von der Queen als Knight Commander des Royal Victorian Order zum Ritter geschlagen. 1965 war er Slade Professor of Fine Art an der University of Cambridge.

## Spion
Gleichzeitig war Blunt aber seit den 1930er Jahren Spion für den NKWD der Sowjetunion. Blunt führte ein Doppelleben. Zusammen mit Freunden aus seinem ehemaligen studentischen Debattierclub – alle Angehörige der „ruling class“ – wandte er sich der „working class“ zu, die er als einzige für fähig hielt, der lähmenden Dekadenz der Vorkriegs- und Kriegsgeneration die ordnungs- und strukturgebenden Lebensreformansätze der Arbeiterklasse entgegenzusetzen. Aus dem Leitbild des „Gentleman“ entwickelten sie das Selbstverständnis des „ehrlichen Intellektuellen“, der sich paternalistisch-harmoniestiftend dem Kampf der Arbeiterklasse anschließt und sich als didaktische Avantgarde zu ihrer Verfügung stellt. Bald war Blunt der „talent-spotter“ seiner sowjetischen Führungsagenten.
1939 scheiterten seine ersten Bemühungen, in den britischen Geheimdienst aufgenommen zu werden. Mit dem Ausbruch des Zweiten Weltkrieges wurde er auf Vermittlung seines Freundes Victor Rothschild schließlich doch in den militärischen Abschirmdienst MI5 aufgenommen. Er galt zuerst als Sicherheitsrisiko, bis er 1940 eine Studie zur Artistischen Theorie in Italien 1450–1600 publizierte, in der er scheinbar mit seiner marxistischen Vergangenheit brach.
Im MI5 leitete er die Kontrolle der diplomatischen Post in Großbritannien akkreditierter neutraler Staaten, wurde zuständig für strategische Ablenkungsmanöver und rückte zum Mitglied im Joint Intelligence Committee der Regierung auf, das die Arbeit der Nachrichtendienste koordinierte und ihm somit Einblick in die Geheimdiensttätigkeit seines Landes über den MI5 hinaus ermöglichte. Schließlich wurde er Vertreter des MI5 im Hauptquartier der alliierten Expeditionsstreitkräfte, das sich u. a. mit den Invasionen nach Italien und Frankreich beschäftigte. Für König George VI. reiste er kurz nach Kriegsende nach Deutschland, wo er politisch kompromittierende Briefe von Mitgliedern des britischen Hofes aus den 1930er Jahren an deutsche Verwandte heimlich sicherzustellen hatte. Im Einverständnis mit seinen sowjetischen Führungsoffizieren verließ er 1945 den MI5.
Für seine sowjetischen Auftraggeber, die dem Cambridge-Absolventen immer wieder misstrauten, beschaffte er insgesamt 327 Filmrollen und Kopien von 1771 als geheim eingestuften Dokumenten. Zwischen 1939 und 1940 hatte Blunt fast ein Jahr keinen Kontakt zu seinen Führungsagenten, weil diese durch Kursänderungen Stalins in Moskau in Ungnade und den stalinistischen Säuberungswellen zum Opfer gefallen waren. Nach seinem Rückzug aus dem MI5 widmete er sich öffentlich wieder vorrangig der Kunst, gab aber seine Kontakte nicht ganz auf. So warnte er seine Freunde Guy Burgess und Donald Maclean vor ihrer drohenden Verhaftung und vernichtete unter den Augen von MI5 und Scotland Yard ihn belastende Dokumente. Aufgrund belastender Aussagen des von Blunt angeworbenen Michael Straight bei der CIA und sowjetischer Überläufer setzte die britische Gegenspionage ihn 1964 unter Zusicherung der Straffreiheit und in Anbetracht seiner Stellung bei Hofe so weit unter Druck, dass er schließlich ein Geständnis seiner Aktivitäten bis 1945 ablegte.
Veranlasst durch die Buchveröffentlichung des Journalisten Andrew Boyle (Climate of Treason) und ihre Verärgerung über das Verhalten der englischen „Oxbridge“-Oberschicht brach Margaret Thatcher am 16. November 1979 das bis dahin fast zwei Jahrzehnte währende öffentliche Schweigen von Regierung und Justiz. Erst jetzt wurde Blunt öffentlich neben seinen Freunden Kim Philby, Guy Burgess und Donald Maclean als der vierte Mann der fünfköpfigen so genannten Cambridge-Connection und sowjetischer Spion enttarnt. Am selben Tag wurde ihm die Ritterwürde aberkannt. Die British Academy legte ihm den Austritt nahe, sein Professorentitel und die Lehrerlaubnis für britische Universitäten wurden ihm entzogen.

## Werke, die auf seiner Geschichte oder Person beruhen

### Bücher
- John Banville: Der Unberührbare. (The Untouchable, deutsch). 1997. Deutsche Ausgabe München 2005. Ein Schlüsselroman über Anthony Blunt und die Cambridge Five.
- Alan Bennett: A Question of Attribution. Fernsehspiel. 1991. "Screen One" A Question of Attribution (TV episode 1991) - IMDb
- Anthony Horowitz: Alex-Rider-Reihe; Rolle des Chefs des MI6
- Gareth Rubin: Liberation Square. 2019. First party secretary in einem alternative history UK

### Film und Fernsehen
- Another Country (1984), teilweise fiktionalisierte Verfilmung mit Rupert Everett und Colin Firth in den Hauptrollen
- The Crown, erste Folge der dritten Staffel (Olding)

## Veröffentlichungen (Auswahl)
- The French Drawings of Windsor Castle. London 1945
- François Mansart and the Origins of French Classical Architecture
- Baroque and Rococo Architecture and Decoration; deutsch: Kunst und Kultur des Barock und Rokoko. Architektur und Dekoration. Freiburg 1979
- Philibert de l’Orme. London 1958
- Borromini. Cambridge 1979
- Artistic Theory in Italy 1450–1600 (1940); deutsch: Kunsttheorie in Italien 1450–1600. München 1984
- Art and Architecture in France 1500–1700 (1953; mit R. Beresford)
- Sicilian Baroque (1968); deutsch: Sizilischer Barock. Frankfurt am Main 1972
- From Bloomsbury to Marxism. In: Studio International - Journal of Modern Art (1973)
- Picasso’s ‘Guernica’. Oxford University Press, Oxford 1969
- Picasso, the Formative Years, a Study in his Sources. New York 1962
- mit Walter Friedlaender: The Drawings of Nicolas Poussin. Cat. Rais. London 1974
- Nicolas Poussin. London 1995